# Irisbus CityClass
Irisbus CityClass (Iveco 491) — серия городских автобусов производства Iveco и Irisbus.

## История

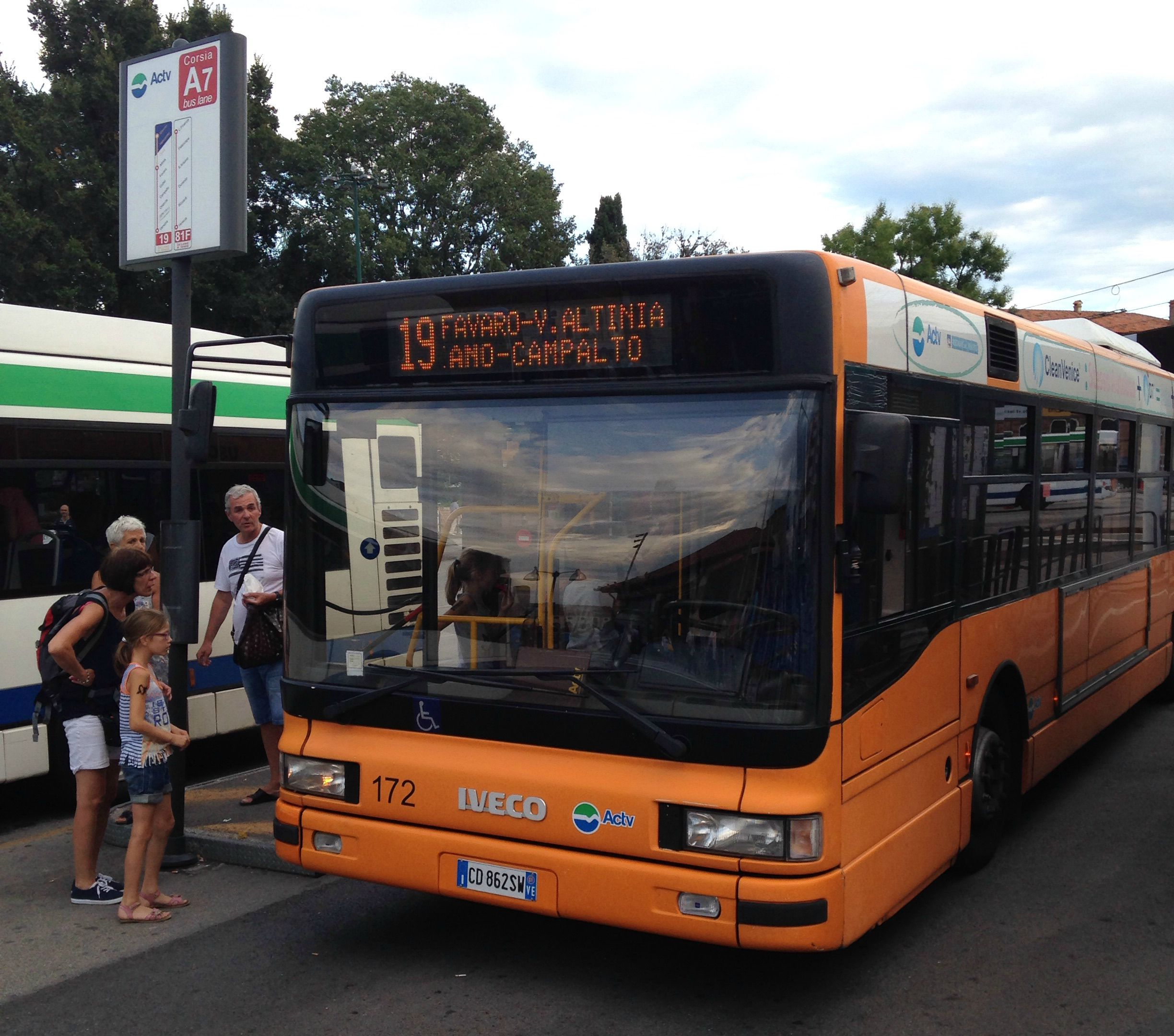
Iveco CityClass

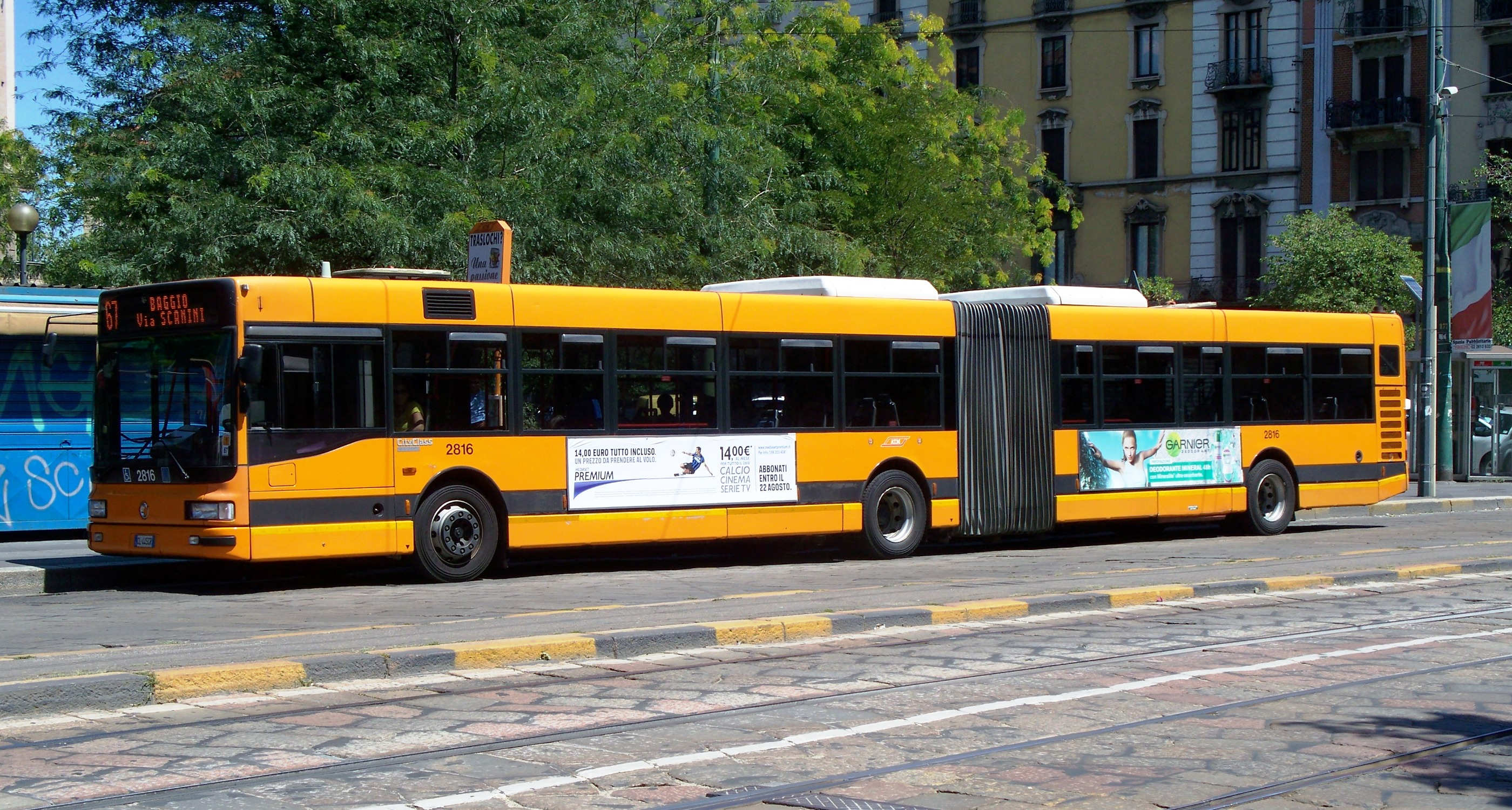
Сочленённый автобус в Милане

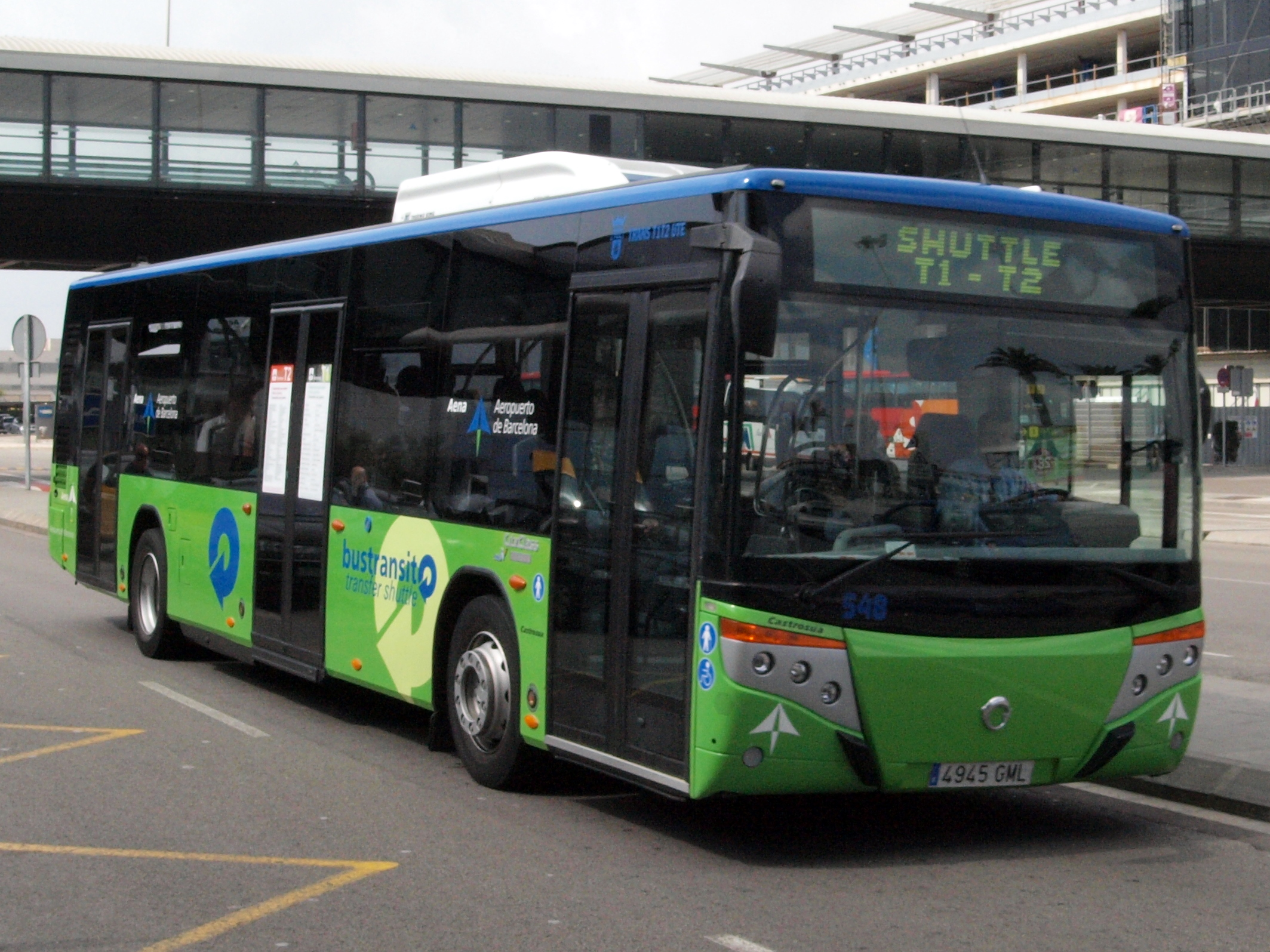
Irisbus CityClass с кузовом от компании Castrosua

Проект CityClass был создан в 90-х годах итальянским дизайнером Джорджетто Джуджаро и был представлен публике в 1996 году на замену Iveco Turbocity
Производство автобусов CityClass стартовало в 1997 году на заводе Iveco и завершилось в 2000 году. С февраля 1999 года на автобусы ставили газомоторные двигатели, официальная эксплуатация началась в ноябре того же года. За всю историю производства было выпущено более 10000 экземпляров, 7000 из которых эксплуатировались в Италии. В 2000 году автобус был передан на завод Irisbus, в связи с чем, эмблема Iveco была вытеснена эмблемой Irisbus. Двигатели Fiat были вытеснены двигателями Iveco Cursor. С 2005 года на автобусы ставили газомоторные двигатели. 
В 2006 году один из автобусов Irisbus CityClass возил олимпийцев на Зимние Олимпийские игры 2006. Запас хода составлял 12 часов при 60 км/час. Вместимость составляла 73 пассажира. На борту модели было установлено 9 газовых баллонов с водородом объёмом 1260 литров.
Модельный ряд включал в себя также шарнирно-сочленённые и гибридные автобусы. Сборка осуществлялась в Испании и Китае, причём в Испании на автобусы ставили кузова производства Castrosua, Noge и Hispano. Одиночные модели получили индекс 491, пригородные — 591.
В 2008 году производство автобусов Irisbus CityClass было завершено.

## Особенности
Одиночные модели вмещают в себя от 88 до 108 человек, в зависимости от длины, тогда как сочленённые вмещают в себя 140 человек. Все модели оборудованы 2—4 дверями, электронными табло спереди и сбоку, системами ABS и ASR, стереосистемой, микрофоном для водителя и кондиционером. Для людей с ограниченными возможностями автобус оборудован системой Kneeling, выдвигающей пандус в средней двери.

## Галерея

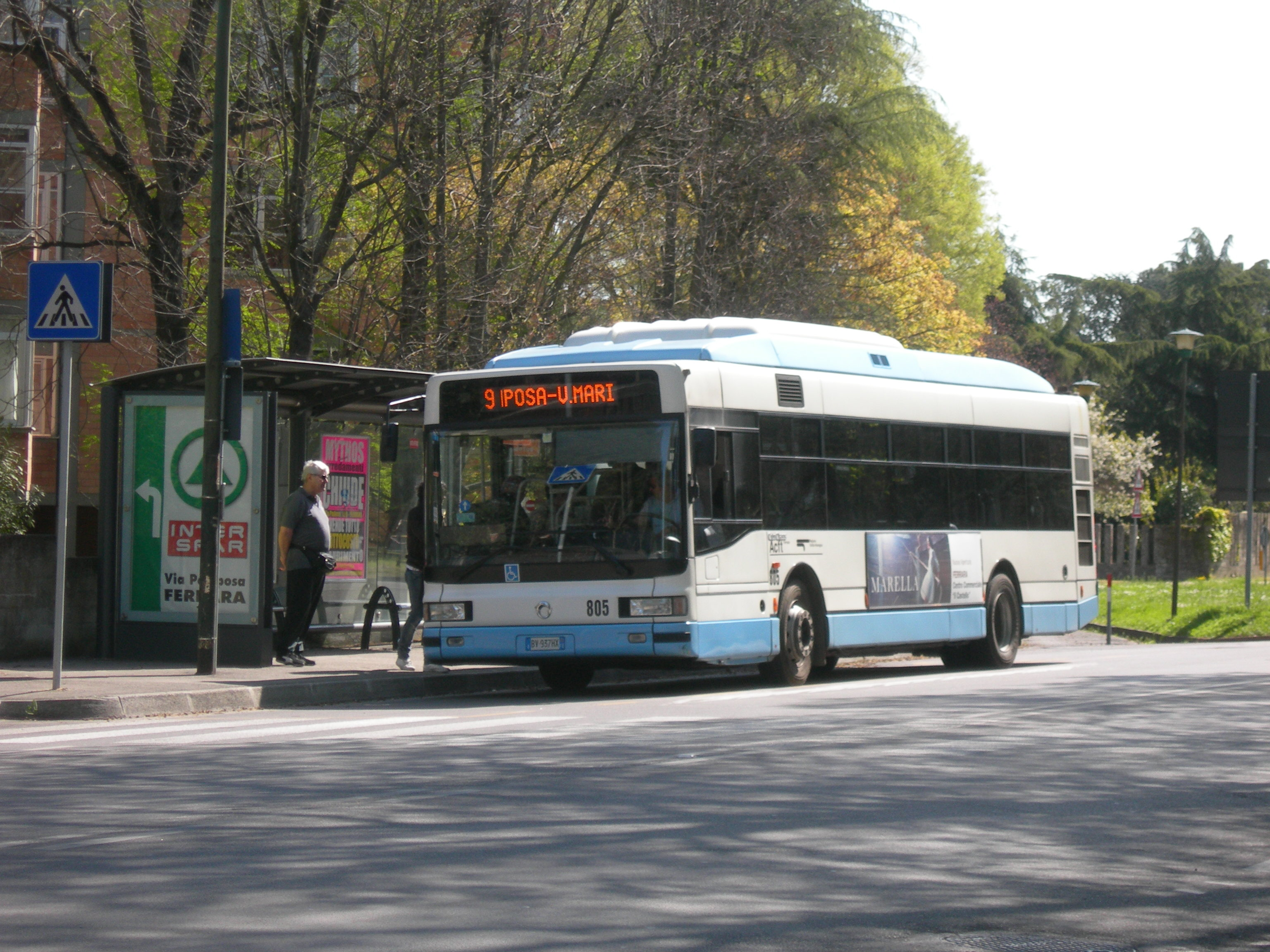
Irisbus CityClass GNV
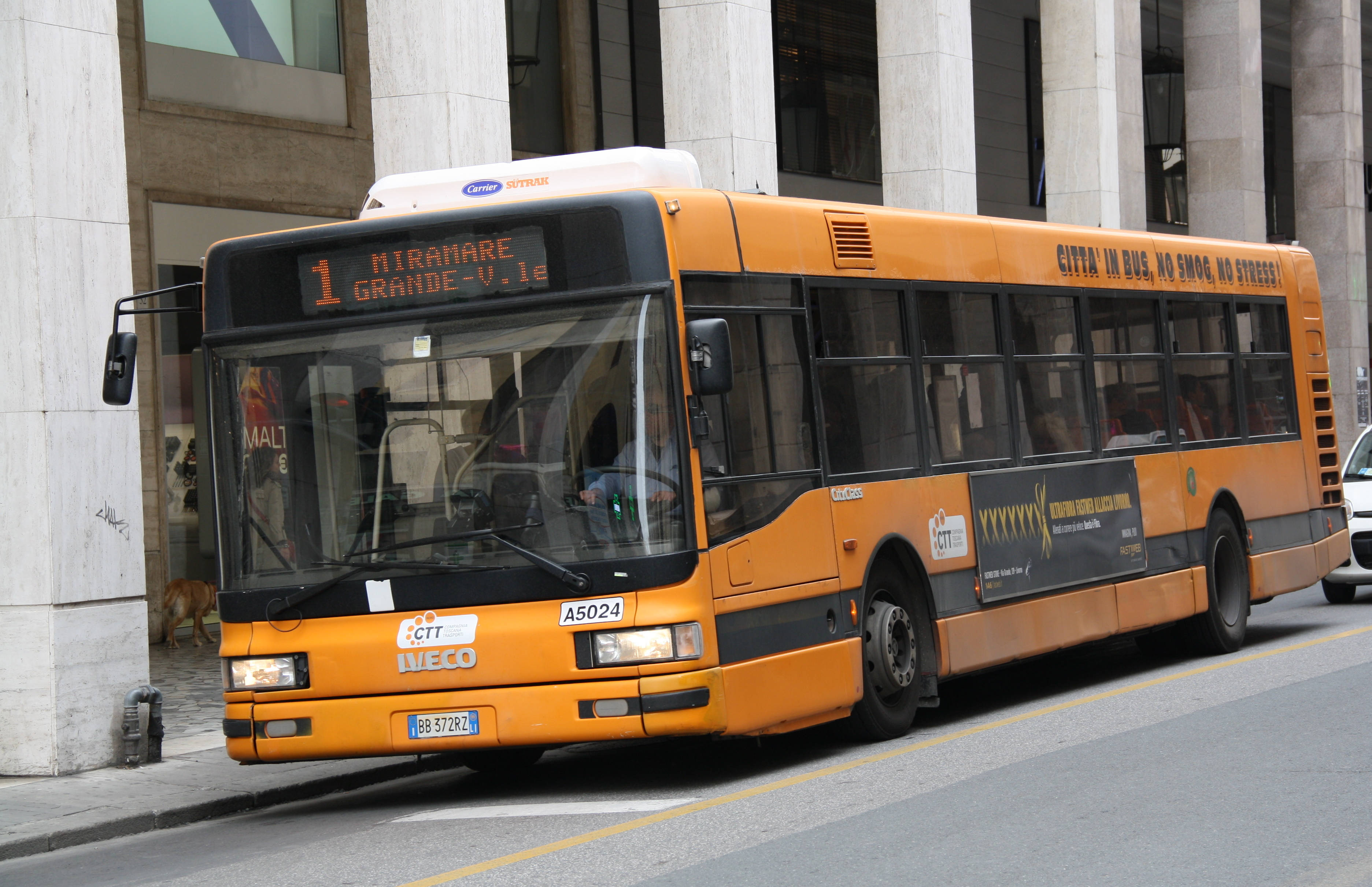
Iveco CityClass с двигателем внутреннего сгорания
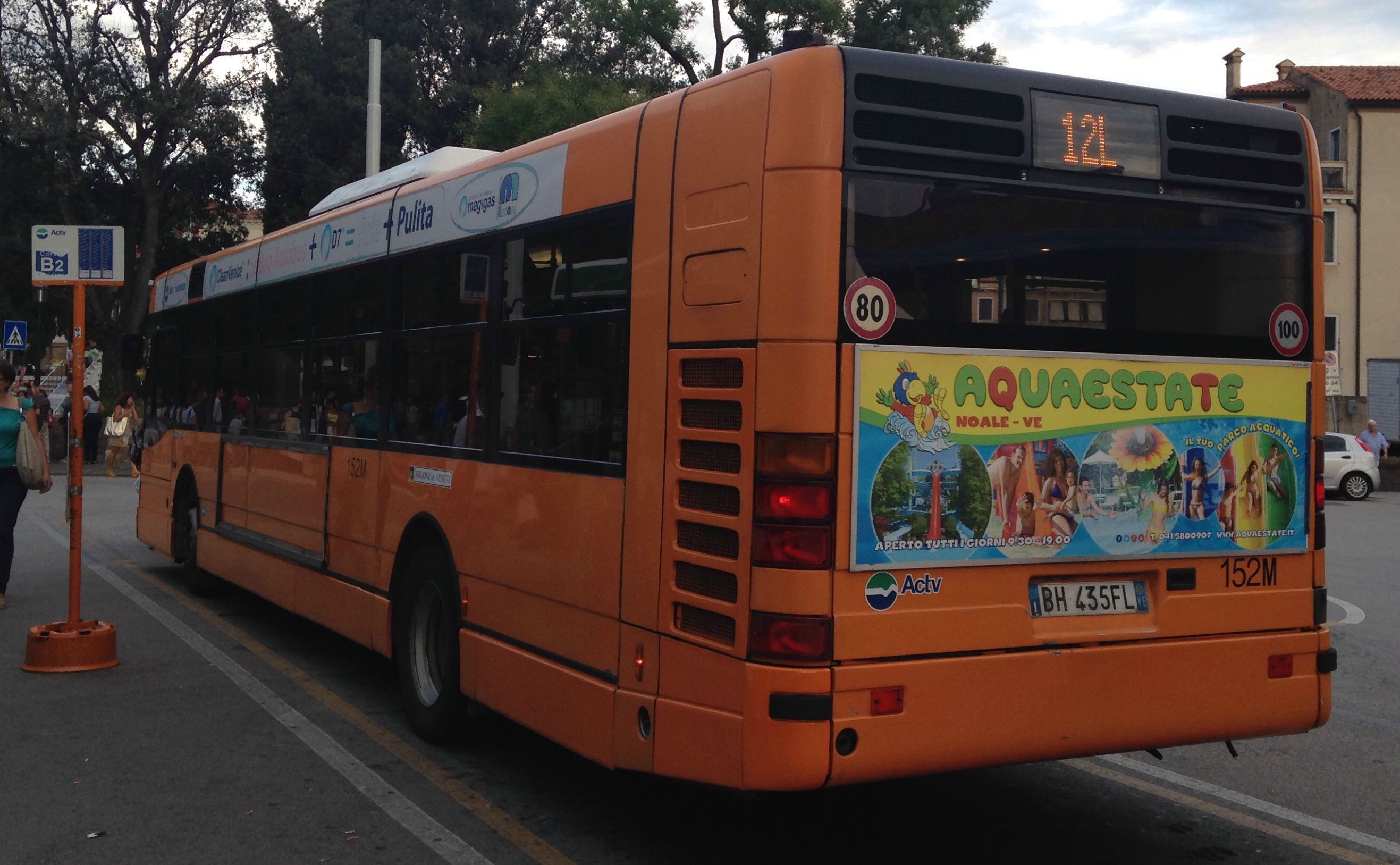
Вид сзади
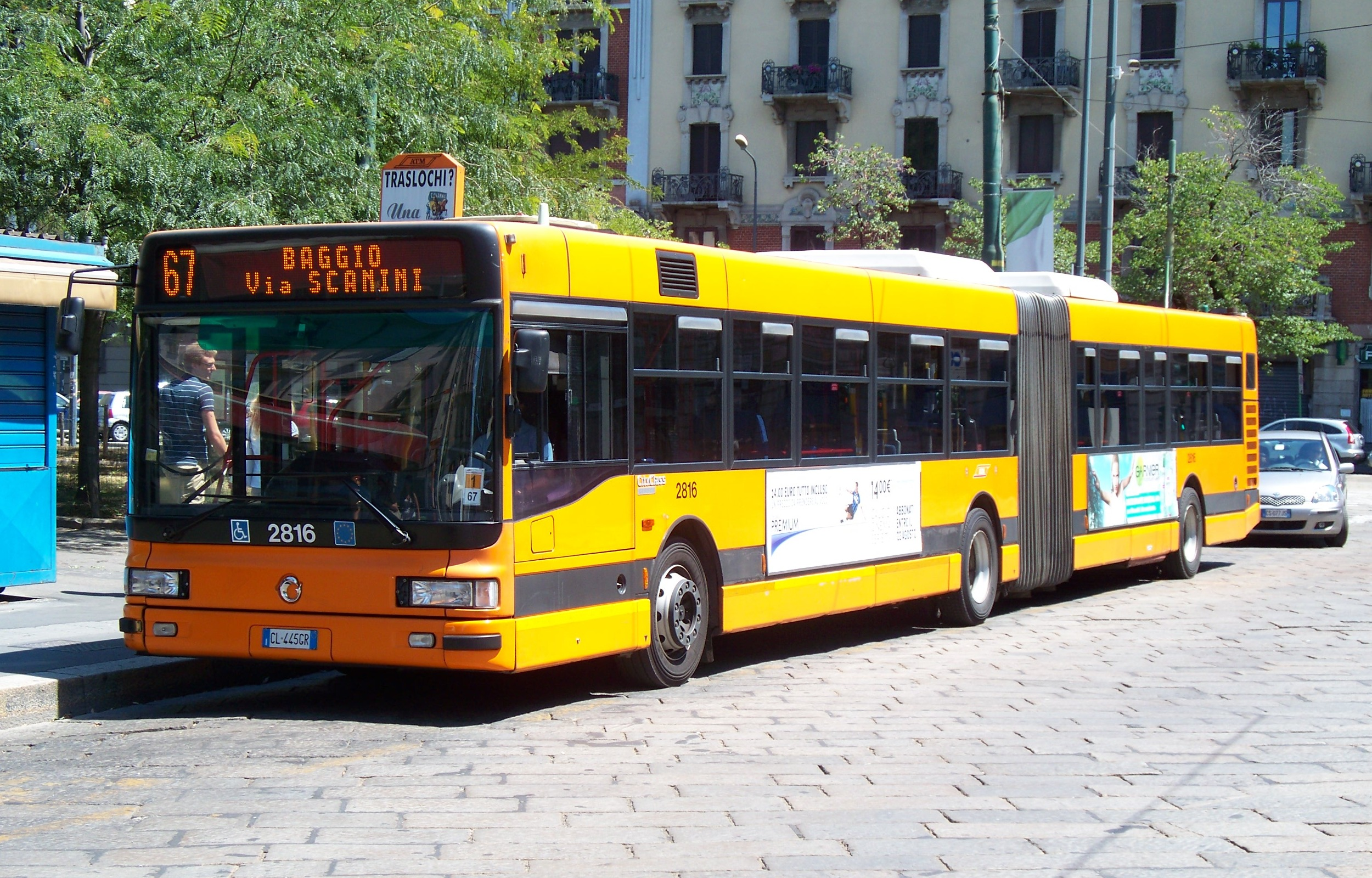
Сочленённый автобус (вид спереди)
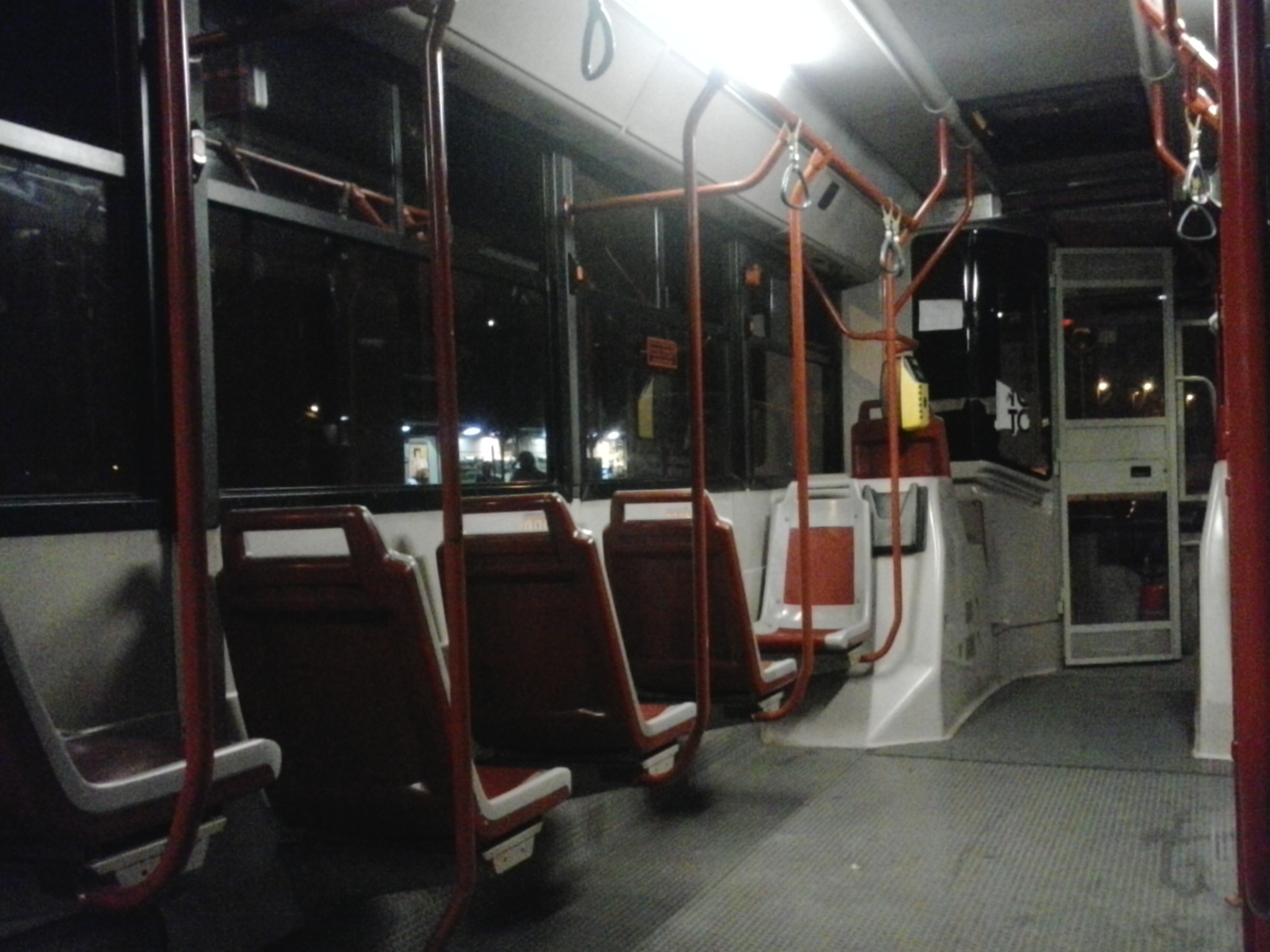
Салон автобуса Iveco CityClass
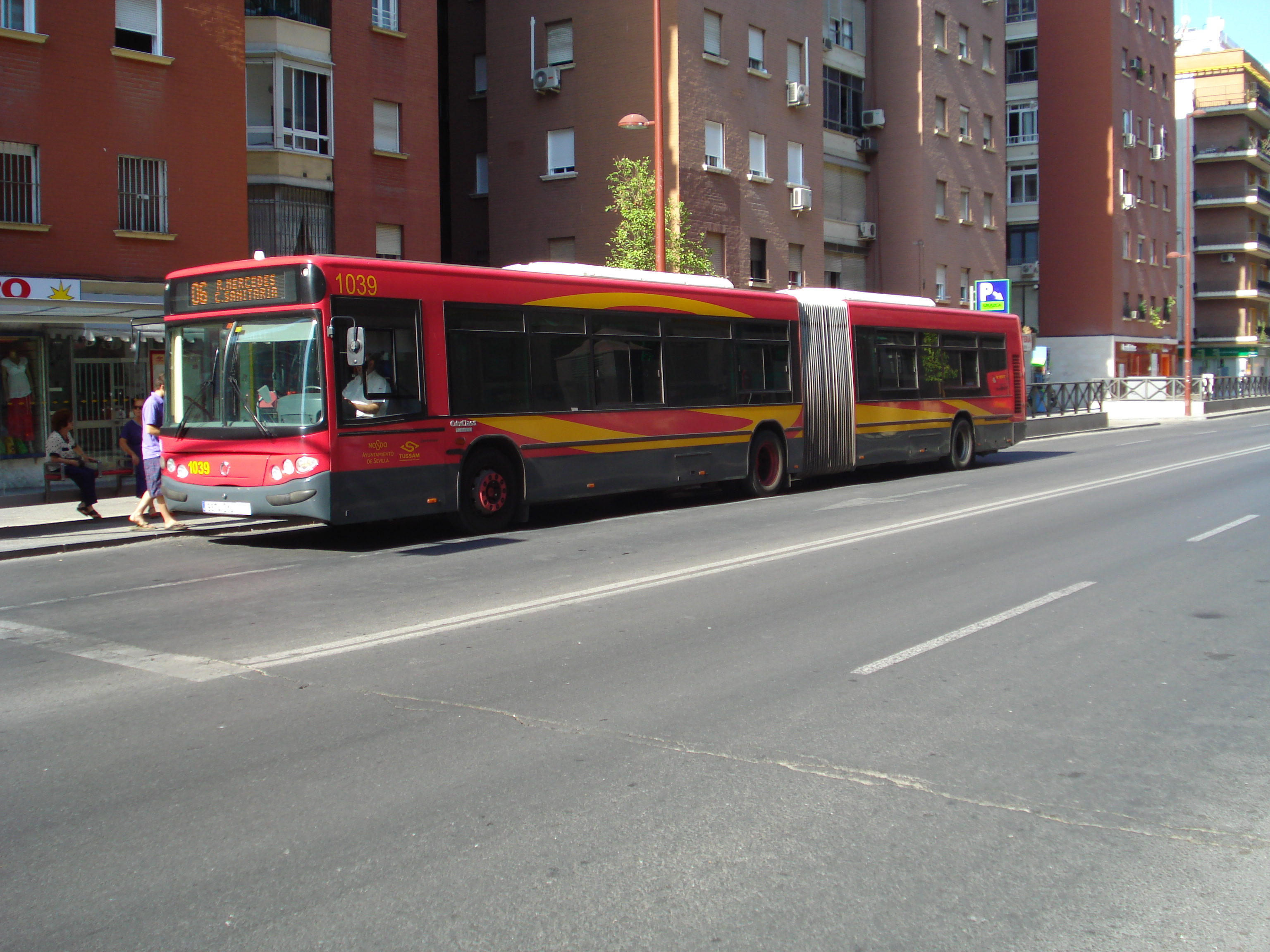
Сочленённый Irisbus CityClass в Испании
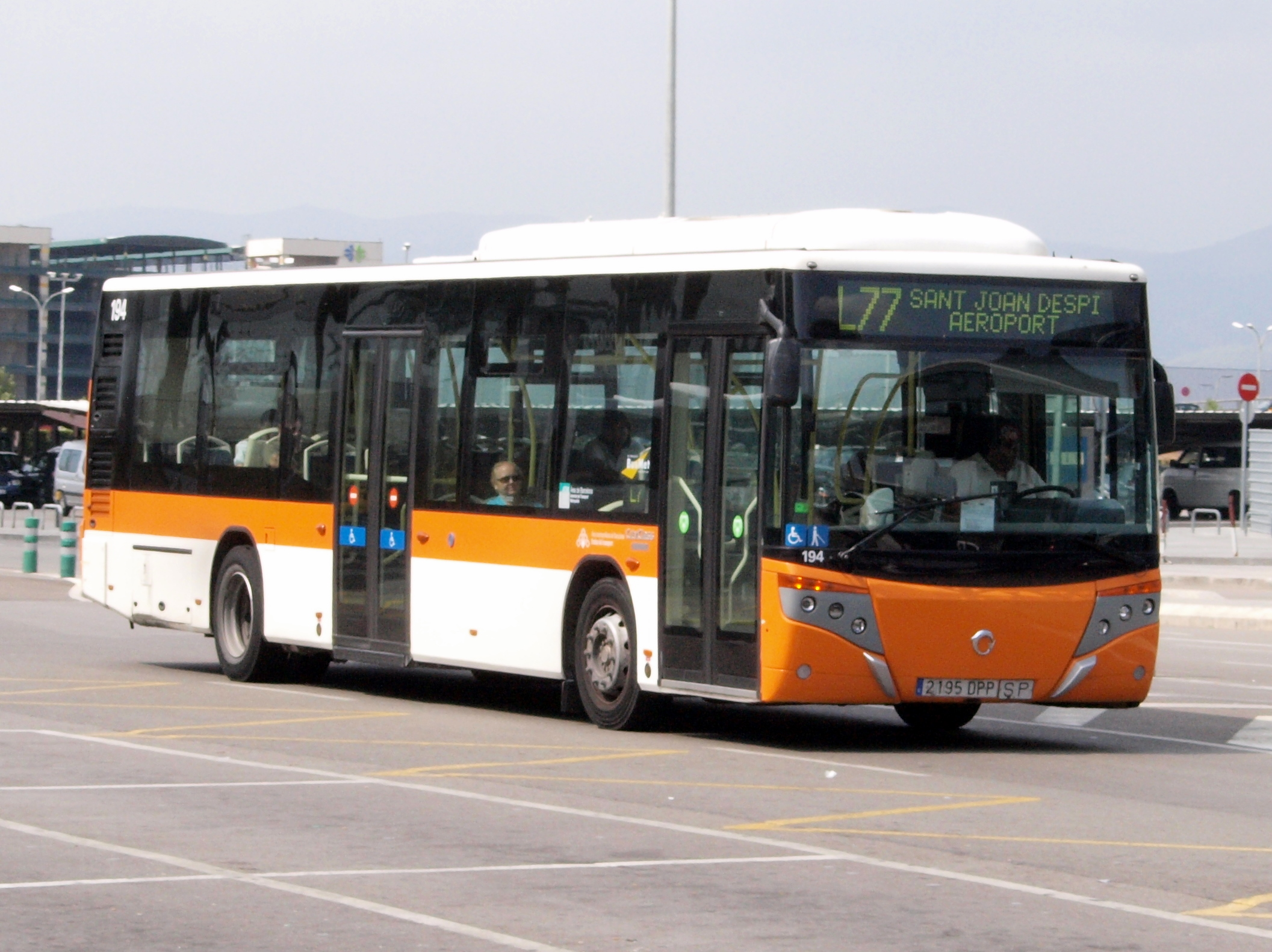
Irisbus L77